# Thomas Attwood Walmisley
Thomas Attwood Walmisley (21 janvier 1814 - 17 janvier 1856) est un compositeur et organiste britannique.

## Biographie
Né à Londres, il est le fils de Thomas Forbes Gerrard Walmisley (1783-1856), un célèbre organiste et compositeur de musique religieuse et de glees. Le compositeur Thomas Attwood est son parrain, et le garçon est élevé dans la musique.
Walmisley est organiste de l'église Croydon Parish en 1830 avant de devenir organiste au Trinity College (Cambridge) en 1833. Il est également organiste pour le chœur de St John's College. Il devient rapidement respecté pour ses anthems et ses autres compositions. Il est diplômé du Jesus College.
En 1836 Walmisley devient titulaire de la chaire de Professeur de musique de l'Université de Cambridge.
Walmisley meurt en 1856, et est enterré dans le cimetière de l'église Saint Andrew, à Fairlight, East Sussex. Sa Cathedral Music est édité juste après sa mort par son père.

## Compositions
Walmisley a notamment composé un Magnificat et un Nunc dimittis en ré mineur, qui ont leur place dans le répertoire choral anglican. Il a aussi composé de nombreux chants anglicans encore utilisés de nos jours.